# Octan hlinitý
Octan hlinitý (též acetát hlinitý) je jednak souhrnný název pro tři hlinité soli kyseliny octové (viz dále), a dále také triviální název jedné z uvedených sloučenin, dioctanu hlinitého.
Existují tři hlinité soli kyseliny octové:
- trioctan hlinitý, též triacetát hlinitý Al(C2H3O2)3 (systematický název triethanoát hlinitý)
- dioctan hlinitý, též diacetát hlinitý HOAl(C2H3O2)2 (systematický název diethanoát hydroxyhlinitý)
- monooctan hlinitý, též monoacetát hlinitý (HO)2AlC2H3O2 (systematický název ethanoát dihydroxyhlinitý)

## Syntéza
Trioctan vzniká, pokud se síran hlinitý smísí s octanem barnatým. Při smíšení hydroxidu hlinitého, acetanhydridu a ledové kyseliny octové ve vodě vzniká monooctan hlinitý. Dioctan se připravuje reakcí hlinitanu sodného (NaAlO2) s kyselinou octovou.

## Použití
Dioctan hlinitý se používá v lékařství, především jako Burowův roztok (k obkladům pro léčbu kůže). Má adstrigenční a antibakteriální účinky.
Burowův roztok, lat. liquor burowi, liquor aluminii acetici, aluminii subacetatis solutio, je 7,5–9% roztok zásaditého dioctanu hlinitého v destilované vodě. Dezinfekční roztok pojmenovaný podle svého objevitele východopruského očního lékaře a chirurga Karla Augusta von Burow (1800–1874). V českém prostředí je tento roztok více známý jako ‘Octan hlinitý’. Používán je na obklady otoků, působí chladivě a pomáhá otoky vstřebávat. Dříve byl octan hlinitý prodáván v sáčcích k rozpuštění při použití, nyní je na trhu též jako gel.